# فاستو
فاستو (بالإيطالية: Vasto)‏ هي مدينة وبلدية على الساحل الأدرياتيكي لمقاطعة كييتي في أبروتسو جنوب إيطاليا. يزيد تعداد السكان قليلًا عن 40,000 نسمة.

## السكان
في سنة 1861 بلغ عدد السكان 11٬801 نسمة، وتطور العدد ليصل في سنة 2011 لـ 38٬747 نسمة.
يظهر هذا المخطط البياني تطور النمو السكاني لـ فاستو

## أعلام
- أندريا يانوني